# Big Brother Famosos 1
Depois de três edições do Big Brother com anónimos, a TVI decide inovar o programa com concorrentes conhecidos do público português. O primeiro Big Brother Famosos estreou a 8 de Setembro de 2002 com a entrada de 13 Famosos. Depois da desistência de 3 concorrentes, 3 novos Famosos entram na casa passando assim a ser 16 concorrentes nesta edição. O vencedor foi o cantor Ricky. O tema musical desta edição chama-se «Agora Podes Ver» e ficou a cargo de João Portugal.

## O Programa
Este foi o primeiro reality-show com pessoas conhecidas do público. Teve início no dia 8 de setembro de 2002 e terminou no dia 3 de novembro do mesmo ano. Esta edição teve 16 concorrentes e foi apresentada por Teresa Guilherme. O vencedor foi o cantor Ricky que recebeu 50.000€.
Nesta edição formaram-se dois casais: Jorge Cadete e Nicole Quartin, que entretanto se separaram, e Daniela Faria e Ricky que entretanto se casaram e tiveram um filho.
Nesta edição três concorrentes desistiram, o que levou a que outros três entrassem na casa.

## Concorrentes
| Nome             | Residência     | Ocupação / Conhecido por...             | idade | Lugar                                   |
| ---------------- | -------------- | --------------------------------------- | ----- | --------------------------------------- |
| Ricky            | Lisboa         | Cantor                                  | 26    | Vencedor em 3 de novembro de 2002       |
| Francisco Mendes | Lisboa         | Cantor/ apresentador                    | 29    | 2.º lugar em 3 de novembro de 2002      |
| João Melo        | Lisboa         | Cantor, actor & apresentador            | 41    | 3.º lugar em 3 de novembro de 2002      |
| Carlos Sampaio   | Lisboa         | Actor                                   | 33    | 10.º eliminado em 29 de outubro de 2002 |
| Nicole Quartin   | Cascais        | Cantora                                 | 27    | 9.ª eliminada em 22 de outubro de 2002  |
| Sónia Veiga      | Aveiro         | Concorrente Big Brother 1               | 26    | 8.ª eliminada em 22 de outubro de 2002  |
| Daniela Faria    | Rio de Janeiro | Atriz                                   | 25    | 7.ª eliminada em 15 de outubro de 2002  |
| Romana           | Lisboa         | Cantora                                 | 21    | 6.ª eliminada em 15 de outubro de 2002  |
| Simara           | Lisboa         | Cantora e taróloga                      | 40    | 5.ª eliminada em 8 de outubro de 2002   |
| Nuno Homem de Sá | Lisboa         | Actor                                   | 40    | 4.º eliminado em 1 de outubro de 2002   |
| Zé Maria         | Barrancos      | Concorrente e vencedor do Big Brother 1 | 29    | Desistente em 28 de setembro de 2002    |
| Cinha Jardim     | Lisboa         | Socialite                               | 45    | Desistente em 24 de setembro de 2002    |
| Julie Sergeant   | Lisboa         | Actriz                                  | 32    | Desistente em 24 de setembro de 2002    |
| Jorge Cadete     | Lisboa         | Futebolista                             | 34    | 3.º eliminado em 24 de setembro de 2002 |
| Mateus Rocha     | Rio de Janeiro | Actor                                   | 27    | 2.º eliminado em 17 de setembro de 2002 |
| Viktor Viktor    | Coimbra        | Cantor                                  | 26    | 1.º eliminado em 10 de setembro de 2002 |

## Entradas e eliminações
| Classificação | Classificação    | Classificação  | Classificação          | Classificação          | Classificação | Classificação |
| #             | Concorrente      | Origem         | Entrada                | Saída                  | Nomeações     | Total votos   |
| ------------- | ---------------- | -------------- | ---------------------- | ---------------------- | ------------- | ------------- |
| 1             | Ricky            | Lisboa         | 8 de Setembro de 2002  | 3 de Novembro de 2002  | 2             | 8             |
| 2             | Francisco Mendes | Lisboa         | 8 de Setembro de 2002  | 3 de Novembro de 2002  | 1             | 2             |
| 3             | João Melo        | Lisboa         | 29 de Setembro de 2002 | 3 de Novembro de 2002  | 1             | 9             |
| 4             | Carlos Sampaio   | Lisboa         | 29 de Setembro de 2002 | 29 de Outubro de 2002  | 4             | 19            |
| 5             | Nicole           | Cascais        | 8 de Setembro de 2002  | 22 de Outubro de 2002  | 2             | 7             |
| 6             | Sónia Veiga      | Aveiro         | 8 de Setembro de 2002  | 22 de Outubro de 2002  | 2             | 8             |
| 7             | Daniela Faria    | Rio de Janeiro | 8 de Setembro de 2002  | 15 de Outubro de 2002  | 3             | 9             |
| 8             | Romana           | Lisboa         | 8 de Setembro de 2002  | 15 de Outubro de 2002  | 3             | 10            |
| 9             | Simara           | Lisboa         | 29 de Setembro de 2002 | 8 de Outubro de 2002   | 1             | 5             |
| 10            | Nuno Homem de Sá | Lisboa         | 8 de Setembro de 2002  | 1 de Outubro de 2002   | 4             | 18            |
| 11            | Zé Maria         | Barrancos      | 8 de Setembro de 2002  | 28 de Setembro de 2002 | 1             | 4             |
| 12            | Cinha Jardim     | Lisboa         | 8 de Setembro de 2002  | 24 de Setembro de 2002 | 1             | 4             |
| 13            | Julie Sergeant   | Lisboa         | 8 de Setembro de 2002  | 24 de Setembro de 2002 | 1             | 3             |
| 14            | Jorge Cadete     | Lisboa         | 8 de Setembro de 2002  | 24 de Setembro de 2002 | 2             | 3             |
| 15            | Mateus Rocha     | Rio de Janeiro | 8 de Setembro de 2002  | 17 de Setembro de 2002 | 2             | 3             |
| 16            | Viktor Viktor    | Coimbra        | 8 de Setembro de 2002  | 10 de Setembro de 2002 | 1             | 0             |

Legenda
|  |               |
|  | Vencedor      |
|  | Vice-vencedor |
|  | Eliminado/a   |
|  | Expulso/a     |
|  | Desistiu      |
|  | Finalista     |

## Nomeações
|            | Semana 1              | Semana 2            | Semana 3           | Semana 4            | Semana 5            | Semana 6                    | Semana 7                 | Semana 8            | Semana 9 Final       | Semana 9 Final       |
| ---------- | --------------------- | ------------------- | ------------------ | ------------------- | ------------------- | --------------------------- | ------------------------ | ------------------- | -------------------- | -------------------- |
| Ricky      | Sem nomeações         | Jorge Cinha         | Jorge Nicole       | Nicole Sónia        | Carlos Simara       | Carlos Nicole               | João Nicole              | Carlos João         | Vencedor (Dia 57)    | Vencedor (Dia 57)    |
| Francisco  | Sem nomeações         | Nuno Daniela        | Daniela Sónia      | Romana Nuno         | Carlos Simara       | Daniela Carlos              | Carlos Sónia             | Carlos João         | 2.º Lugar (Dia 57)   | 2.º Lugar (Dia 57)   |
| João       | Não está na Casa      | Não está na Casa    | Não está na Casa   | Não Elegível        | Carlos Simara       | Romana Carlos               | Carlos Sónia             | Carlos Ricky        | 3.º Lugar (Dia 57)   | 3.º Lugar (Dia 57)   |
| Carlos     | Não está na Casa      | Não está na Casa    | Não está na Casa   | Não Elegível        | Daniela Simara      | Daniela Ricky               | Nicole João              | João Ricky          | Eliminado (Dia 52)   | Eliminado (Dia 52)   |
| Nicole     | Sem nomeações         | Nuno Zé Maria       | Nuno Ricky         | Romana Nuno         | Romana Carlos       | Ricky Romana                | Carlos João              | Eliminada (Dia 45)  | Eliminada (Dia 45)   | Eliminada (Dia 45)   |
| Sónia      | Sem nomeações         | Mateus Nuno         | Nuno Francisco     | Romana Nuno         | Daniela Ricky       | Daniela Romana              | Carlos João              | Eliminada (Dia 45)  | Eliminada (Dia 45)   | Eliminada (Dia 45)   |
| Daniela    | Sem nomeações         | Nuno Zé Maria       | Nuno Francisco     | Romana Nuno         | João Carlos         | Carlos João                 | Eliminada (Dia 38)       | Eliminada (Dia 38)  | Eliminada (Dia 38)   | Eliminada (Dia 38)   |
| Romana     | Sem nomeações         | Jorge Mateus        | Cinha Jorge        | Nicole Sónia        | Carlos Simara       | Sónia Carlos                | Eliminada (Dia 38)       | Eliminada (Dia 38)  | Eliminada (Dia 38)   | Eliminada (Dia 38)   |
| Simara     | Não está na Casa      | Não está na Casa    | Não está na Casa   | Não Elegível        | Romana Carlos       | Eliminada (Dia 31)          | Eliminada (Dia 31)       | Eliminada (Dia 31)  | Eliminada (Dia 31)   | Eliminada (Dia 31)   |
| Nuno       | Sem nomeações         | Julie Cinha         | Cinha Julie        | Nicole Sónia        | Eliminado (Dia 24)  | Eliminado (Dia 24)          | Eliminado (Dia 24)       | Eliminado (Dia 24)  | Eliminado (Dia 24)   | Eliminado (Dia 24)   |
| Zé Maria   | Sem nomeações         | Nuno Daniela        | Jorge Julie        | Desistente (Dia 21) | Desistente (Dia 21) | Desistente (Dia 21)         | Desistente (Dia 21)      | Desistente (Dia 21) | Desistente (Dia 21)  | Desistente (Dia 21)  |
| Cinha      | Sem nomeações         | Nuno Ricky          | Romana Nuno        | Desistente (Dia 17) | Desistente (Dia 17) | Desistente (Dia 17)         | Desistente (Dia 17)      | Desistente (Dia 17) | Desistente (Dia 17)  | Desistente (Dia 17)  |
| Julie      | Sem nomeações         | Mateus Nuno         | Nuno Zé Maria      | Desistente (Dia 17) | Desistente (Dia 17) | Desistente (Dia 17)         | Desistente (Dia 17)      | Desistente (Dia 17) | Desistente (Dia 17)  | Desistente (Dia 17)  |
| Jorge      | Sem nomeações         | Ricky Daniela       | Nuno Zé Maria      | Eliminado (Dia 17)  | Eliminado (Dia 17)  | Eliminado (Dia 17)          | Eliminado (Dia 17)       | Eliminado (Dia 17)  | Eliminado (Dia 17)   | Eliminado (Dia 17)   |
| Mateus     | Sem nomeações         | Nuno Sonia          | Eliminado (Dia 10) | Eliminado (Dia 10)  | Eliminado (Dia 10)  | Eliminado (Dia 10)          | Eliminado (Dia 10)       | Eliminado (Dia 10)  | Eliminado (Dia 10)   | Eliminado (Dia 10)   |
| Victor     | Sem nomeações         | Eliminado (Dia 3)   | Eliminado (Dia 3)  | Eliminado (Dia 3)   | Eliminado (Dia 3)   | Eliminado (Dia 3)           | Eliminado (Dia 3)        | Eliminado (Dia 3)   | Eliminado (Dia 3)    | Eliminado (Dia 3)    |
| Notas      |                       |                     |                    |                     |                     |                             |                          |                     |                      |                      |
| Nomeados   | Todos os concorrentes | Daniela Mateus Nuno | Jorge Nuno         | Nuno Romana         | Carlos Simara       | Carlos Daniela Romana Ricky | Carlos João Nicole Sónia | Carlos João         | Francisco João Ricky | Francisco João Ricky |
| Desistente | nenhum                | nenhum              | Julie Cinha        | Zé Maria            | nenhum              | nenhum                      | nenhum                   | nenhum              | nenhum               | nenhum               |
| Eliminado  | Victor                | Mateus              | Jorge              | Nuno                | Simara              | Romana                      | Sónia                    | Carlos              | João                 | Francisco            |
| Eliminado  | Victor                | Mateus              | Jorge              | Nuno                | Simara              | Daniela                     | Nicole                   | Carlos              | Ricky                | Ricky                |

Notas:

↑1  Na primeira semana todos os concorrentes foram a votos, e o público decidiu expulsar o Victor.

↑2  Na segunda semana realizaram-se as primeiras nomeações. Foram nomeados Daniela Faria, Mateus Rocha e Nuno Homem de Sá. O público expulsou Mateus Rocha.

↑3  Na terceira semana foram nomeados Jorge Cadete e Nuno Homem de Sá. O público expulsou Jorge Cadete. Julie Sergeant e Cinha Jardim desistiram. Dias depois foi Zé Maria a desistir. No final da semana entraram os suplentes: Carlos Sampaio, João Melo e Simara.

↑4  Na quarta semana foram nomeados Nuno Homem de Sá e Romana. O público expulsou Nuno Homem de Sá.

↑5  Na quinta semana foram nomeados Carlos Sampaio e Simara. O público expulsou Simara.

↑6  Na sexta semana foram nomeados Carlos Sampaio, Daniela Faria, Ricky e Romana. Realizou-se a primeira dupla expulsão e foram expulsas a Romana e a Daniela Faria.

↑7  Na sétima semana foram nomeados Carlos Sampaio, João Melo, Nicole e Sónia. Foram expulsas a Sónia e a Nicole.

↑8  Na oitava semana foram nomeados Carlos Sampaio e João Melo. Foi expulso o Carlos Sampaio.

↑9  Na última semana Francisco Mendes, João Melo e Ricky foram finalistas. O vencedor foi Ricky.